# العلاقات التشيكية السعودية
العلاقات التشيكية السعودية هي العلاقات الثنائية التي تجمع بين التشيك والسعودية.
ويتبادل البلدين التمثيل الدبلوماسي من خلال سفارة المملكة العربية السعودية في العاصمة التشيكية براغ، بينما يمثل جمهورية التشيك سفارتها في العاصمة السعودية الرياض والقنصلية الفخرية في مدينة جدة. 
في عام 2012م قامت الدولتين بتوقيع اتفاقية تفادي الإزدواج الضريبي، في حين أنه في عام 2017م قام الجانبان بإنشاء مجلس أعمال سعودي تشيكي وذلك لتكثيف التعاون بين المملكة والتشيك وتعزيزاً للعلاقات الاقتصادية بينهم. 

## مقارنة بين البلدين
هذه مقارنة عامة ومرجعية للدولتين:
| وجه المقارنة                                              | التشيك                                                                            | السعودية        |
| --------------------------------------------------------- | --------------------------------------------------------------------------------- | --------------- |
| المساحة (كم2)                                             | 78.87 ألف                                                                         | 2.25 مليون      |
| عدد السكان (نسمة)                                         | 10.52 مليون                                                                       | 33.00 مليون     |
| الكثافة السكانية (ن./كم²)                                 | 133.38                                                                            | 14.67           |
| العاصمة                                                   | براغ                                                                              | الرياض، الدرعية |
| اللغة الرسمية                                             | اللغة التشيكية                                                                    | اللغة العربية   |
| العملة                                                    | كرونة تشيكية، كرونة تشيكوسلوفاكية                                                 | ريال سعودي      |
| الناتج المحلي الإجمالي (بليون دولار)                      | 215.73 مليار                                                                      | 683.83 مليار    |
| الناتج المحلي الإجمالي (تعادل القوة الشرائية) بليون دولار | 356.15 مليار                                                                      | 1.69 تريليون    |
| الناتج المحلي الإجمالي الاسمي للفرد دولار أمريكي          | 17.55 ألف                                                                         | 20.48 ألف       |
| الناتج المحلي الإجمالي للفرد دولار أمريكي                 | 31.19 ألف                                                                         | 52.01 ألف       |
| مؤشر التنمية البشرية                                      | 0.878                                                                             | 0.837           |
| رمز المكالمات الدولي                                      | +420                                                                              | +966            |
| رمز الإنترنت                                              | .cz                                                                               | .sa             |
| المنطقة الزمنية                                           | ت ع م+01:00، ت ع م+02:00، توقيت وسط أوروبا، توقيت وسط أوروبا الصيفي، أوروبا/براغ ‏ | ت ع م+03:00     |

## منظمات دولية مشتركة
يشترك البلدان في عضوية مجموعة من المنظمات الدولية، منها:
| علم المنظمة | اسم المنظمة                               | تاريخ انضمام التشيك | تاريخ انضمام السعودية |
| ----------- | ----------------------------------------- | ------------------- | --------------------- |
|             | مؤسسة التنمية الدولية                     | 1993                | 30 ديسمبر 1960        |
|             | يونسكو                                    | 22 فبراير 1993      | 4 نوفمبر 1946         |
|             | مؤسسة التمويل الدولية                     | 1993                | 18 سبتمبر 1962        |
|             | منظمة حظر الأسلحة الكيميائية              | ?                   | ?                     |
|             | الأمم المتحدة                             | 19 يناير 1993       | 24 أكتوبر 1945        |
|             | الاتحاد الدولي للاتصالات                  | 1993                | 7 فبراير 1949         |
|             | منظمة الشرطة الجنائية الدولية             | ?                   | 13 يونيو 1956         |
|             | البنك الدولي للإنشاء والتعمير             | 1993                | 26 أغسطس 1957         |
|             | الاتحاد البريدي العالمي                   | ?                   | ?                     |
|             | المركز الدولي لتسوية المنازعات الاستشارية | 22 أبريل 1993       | 7 يونيو 1980          |
|             | وكالة ضمان الاستثمار متعدد الأطراف        | 1993                | 12 أبريل 1988         |
|             | منظمة التجارة العالمية                    | ?                   | 11 نوفمبر 2005        |

## العلاقات الاقتصادية
في عام 2018م، شهد الميزان التجاري بين الدولتين عجزاً بقيمة 2,482 مليون ريال سعودي، وبلغ حجم التجارة الثنائية نحو2,548 مليون ريال، منها صادرات بقيمة 33 مليون ريال سعودي وواردات بقيمة 2,515 مليون ريال. 

### أهم السلع المصدرة لعام 2018
زجاج ومصنوعاته 
ألياف تركيبية غير مستمرة.
لدائن ومصنوعاتها.

### أهم السلع المستوردة 2018
سيارات وأجزاؤها.
آلات وأدوات آلية وأجزاؤها.
أجهزة ومعدات كهربائية وأجزاؤها.
أثاث ومباني مصنعة.
الحديد والصلب (فولاذ).

## الاتفاقيات الثنائية واللجان المشتركة
1 -اتفاقية تفادي الازدواج الضريبي بين المملكة والتشيك (2012).
2 -مجلس الأعمال السعودي التشيكي (2017).

## وصلات خارجية
- موقع وزارة الخارجية التشيكية
- موقع وزارة الخارجية السعودية